# Hesron
Segons el llibre del Gènesi, Hesron (en hebreu חֶצְרוֹן בן-פָּרֶץ Heshrôn ben Péresh) emigrà cap a Egipte juntament amb el patriarca Jacob, el seu avi Judà, el seu pare Fares i les seves respectives famílies.
Els seus fills van ser:
- Jerahmeel
- Aram o Ram
- Caleb o Carmí

Quan era un ancià, Hesron va unir-se amb una dona de seixanta anys que era filla de Maquir, de la tribu de Manassès, amb qui va engendrar un fill, Segub. Segub va ser el pare de Jaïr, jutge d'Israel que va arribar a posseir vint-i-tres ciutats al país de Galaad.